# قدم مسطحة
القدم المسطحة (بالإنجليزية: Flat feet)‏ أو القدم المسحاء أو القدم الرَحَّاء هي حالة التي يكون فيها باطن القدم مسطحًا أو مفلطحًا، وتفقد بذلك التقوس الطبيعي الذي يكون موجودًا من الجهة الجانبية للقدم، وتظهر هذه الحالة بشكل ملحوظ أثناء الوقوف. 
وهو تشوّه وضعيّ بحيث تهبط تقوّسات أخمص القدم، فيصبح أخمص القدم على ارتباط كامل أو شبه كامل مع الأرض، بعض الأفراد ( تقريبًا 20-30% من سكان العالم) يكون التقوّس لديهم بقدم واحدة (وحيد الجانب) أو يكون بكلا القدمين (ثنائي الجانب).
هناك علاقة وظيفيّة بين تركيب التقوّس في القدم والميكانيكا البيولوجيّة في أسفل الساق، فالتقوّس يوفّر المرونة، ويوفّر ارتباطًا مرنًا بين الوجه الأمامي للقدم والخلفي، وهذا الارتباط يقي من معظم القوّة التي تتعرّض لها القدم خلال تحملّها للوزن حيث يمكن أن تتبدد وتشتد قبل أن تصل العظام الطويلة للفخذ والساق. 
في حالة القدم المسطّحة، رأس عظام رسغ القدم تكون منزاحة عن جانبي عظمة القدم التي تُدعى بالزورقيّة، ونتيجه لهذا الرباط الرفاصيّ(الرباط العقبيّ الزورقيّ الأخمصيّ) والوتر العضليّ الظنبويّ الخلفيّ اللذان يتعرّضان للتمدّد، لدرجة تجعل الأفراد يفقدون عمل القَوس الطُّولانِيَّ الوسطيّ، و إذا غاب هذا القوس أو تعطّل عمله ففي حالتي الوقوف أو الجلوس يطلق على الأفراد بأنّ لديهم قدمًا مسطحة «صلبة» وإذا كان القوس الطولانيّ الأخمصيّ موجود ويعمل عندما يكون الشخص في وضع الجلوس أو الوقوف عاليًا على أصابع القدم، ولكن القوس يختفي إذا افترضنا الوقوف أو المشي على المسطّحة هذه الحالة يمكن تصحيحها عن طريق داعمات مناسبة لتصحيح القوس.
ثلاث دراسات للمتعافين الجدد من الجيش العسكري أظهرت عدم وجود إثباتات لوجود مضاعفات إصابيّة لاحقة، أو مشاكل بالقدم ناشئة عن القدم المسطّحة، مع ذلك هذه الدراسات لا يمكن استخدامها للحكم على إمكانيّة حدوث إصابات من هذه الحالة عند تشخيصها بعمر مبكّر، ولا يمكن تطبيقها على الأشخاص ذوي الأقدام المسطّحة الذين يعانون من أعراض بالقدم، أو أعراض خاصّة في أماكن أخرى من الجسم (مثل الرِجل أو الظهر) لإمكانيّة ارتباطها بالقدم.

## أسباب حدوثها
في الاغلب تكون وراثه تنتج القدم المسطحة نتيجة ارتخاء شديد في الأربطة، وضعف في قوة العضلات المحيطة بالقدم، وأيضًا بسبب التوزيع غير المتساو لوزن الجسم على القدمين. 

## الأطفال
المظهر الخارجيّ للقدم المسطّحة يكون طبيعيًا وشائعًا عند الرُضع إلى حدّ ما بسبب دهون الأطفال التي تقوم بإخفاء تطوّر القوس؛ لأنّه يكون في طور النموّ ولم يصل للمرحلة النهائيّة التي يمكن البتُّ فيها، فالقوس البشريّ يتطوّر في مرحلة الطفل الرضيع والطفولة المبكّرة كجزء من العضلات الطبيعيّة، والأوتار، والأربطة ونموّ العظم.
تدريب الأقدام، خصوصًا التمارين الرياضيّة والمشي بأقدام حافية على أراضٍ مختلفة، هذا من شأنه أن يعزّز تكوين الأقواس خلال فترة الطفولة، غالبًا تتكوّن الأقواس في العمر ما بين الرابعة إلى السادسة.
الأقواس المسطّحة عند الأطفال غالبًا ما تصبح تامّة الخلقة عندما يكون الطفل في طور النموّ خلال مرحلة المراهقة إلى مرحلة البلوغ.
ولأنّ الأطفال غير قادرين على التثبّت أو تحديد إن كان لديهم أقدام مسطّحة، فعلى الأهل أو البالغين مِمّنْ هم قادرون على الاعتناء بالأطفال أن يتحقّقوا من وجود أقدام مسطحة أو لا، بالإضافة إلى استخدام النظر للمعاينة، وملاحظة إن كان الطفل يمشي بطريقة غريبة أو بتثاقل، فعلى سبيل المثال بالنسبة لأطراف القدم أو العرج أثناء المشي لفترات ومسافات كبيرة، وسؤال الطفل إنْ كان يشعر بالألم أو التعب عند المشي.
الأطفال الذين يشتكون من الألم في عضلات بطن الساق أو أيّ ألم حول منطقة القدم من الممكن أن يتطوّر للقدم المسطّحة فيما بعد، الألم أو عدم الشعور بالراحة من الممكن أن يتطوّر في أربطة الركبة. و قد قامت دراسة حديثة عشوائيّة بإثبات عدم وجود إثباتات لفاعليّة الأدوية للأقدام المسطّحة عند الأطفال جرّاء شراء الأجهزة المقوّمة (الأحذية) باهظة الثمن أو شراء الأجهزة المقوّمة المتاحة دون وصفة طبيّة والتي تكون أقل كلفة.
ومن المتوقّع أن تتطوّر الأقدام المسطّحة للطفل إلى أقواس عالية أو مناسبة، كما يتضّح من أقدام الأمهات 

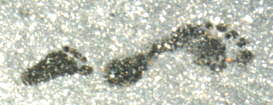
ومن المتوقّع أن تتطوّر الأقدام المسطّحة للطفل إلى أقواس عالية أو مناسبة ، كما يتضّح من أقدام الأمهات

### العلاج
المشي حافي القدمين، خصوصًا على أرض مثل أرض الشاطئ بحيث تكتسب العضلات تدريبًا جيدًا، وهذا التدريب جيّد للجميع لكنّه مستحسن وله أفضليّة أكبر لمَنْ هم ذوو الأقدام المنبسطة، و للأشخاص الذين يعانون من حالات خاصّة كالتهاب اللفافة الأخمصيّة، وتعدّ مرونة الأربطة أيضًا من العوامل المرتبطة بالقدم المسطّحة. 
دراسة طبيّة قامت بها الهند على مجموعة كبيرة من الأطفال الذين يكبرون وقد اعتادوا على لبس الأحذية و على آخرين قد اعتادوا المشي حفاةً وجدوا أنّ الأقواس الطوليّة لمَنْ مشوا حفاةً كانت أقوى وأعلى، والأقدام المسطّحة أقلّ انتشارًا بين الأطفال الذين اعتادوا ارتداء الصنادل أو الخفّ (تكون مريحة وفضفاضة وغير ضاغطة على أصابع القدم) وذلك بالمقارنة مع مَنْ كانوا يرتدون الأحذية الضيّقة المغلقة.
بالتركيز على تأثير لباس القدم على انتشار الأقدام المسطّحة، هناك دراسة إحصائية طُبّقت على أطفال لاحظت أنّ ارتداء الأحذية خلال مرحلة الطفولة من الممكن أن تعيق تطوّر القوس الطولي بالقدم، والأطفال الأكثر تعرّض للقدم المسطّحة من بين الأطفال هم مَنْ يرتدون الأحذية وتزداد هذه الحالة إذا كان الطفل يعاني من حالة مرونة في الأربطة، و قد اقتُرِح نتيجة الدراسة تشجيع الأطفال على المشي واللعب وهم حفاة وأنّ الصنادل والخفّ هم أقل ضررًا بالمقارنة مع الأحذية المغلقة. بحيث ظهر أنّ الأحذية المغلقة تثبّط بشكل كبير عمليّة تطوّر قوس القدم بالمقارنة مع الصندل أو الخفّ، و قد تكون هذه الخلاصة نتيجة الاعتقاد بأنّ عمل العضلات داخليّة المنشأ للقوس مطلوبة لمنع الخفّ والصندل من خفوت وانخفاض قدم الطفل.

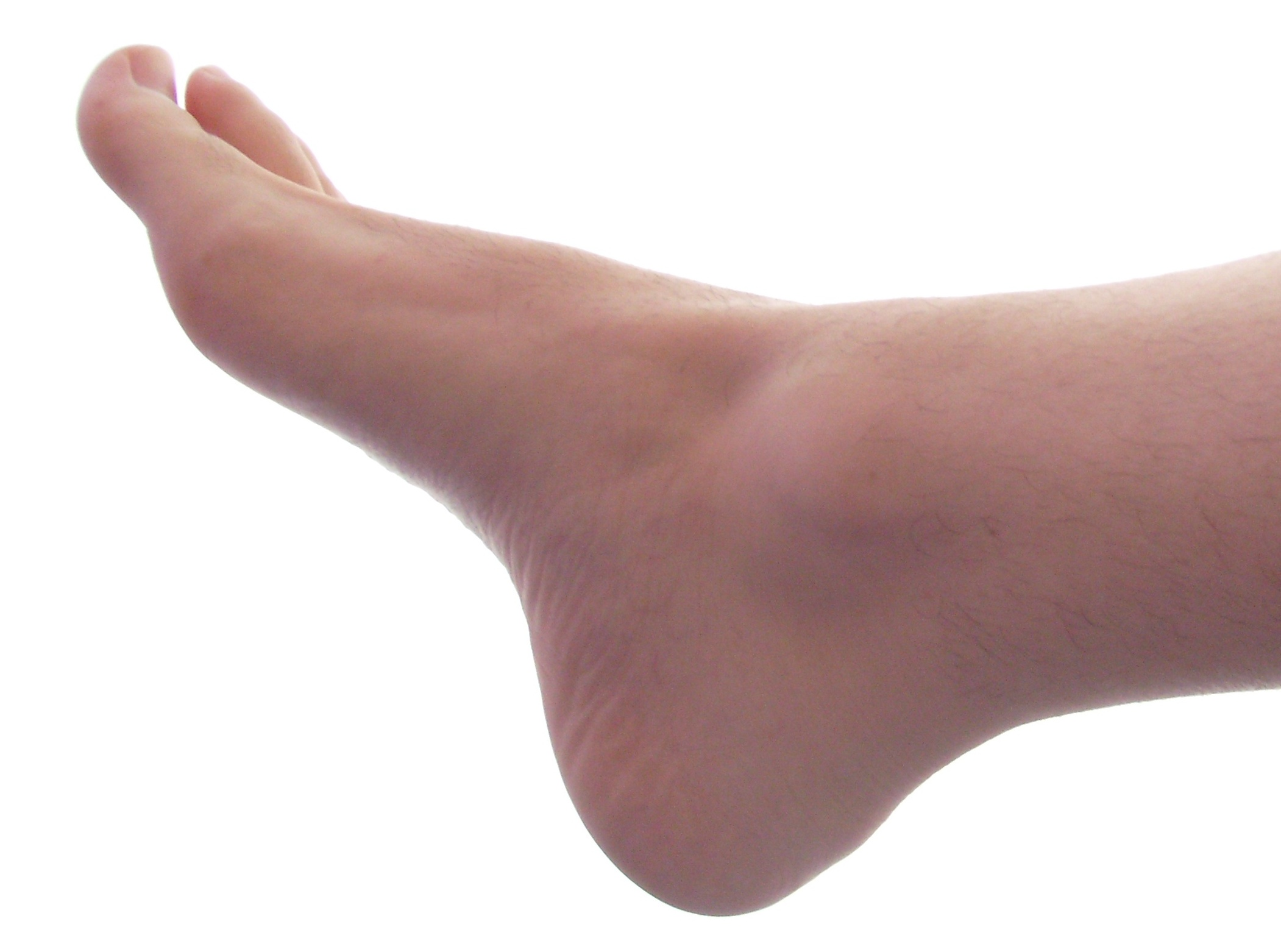
القدم لها قوس تقليدي

## البالغين

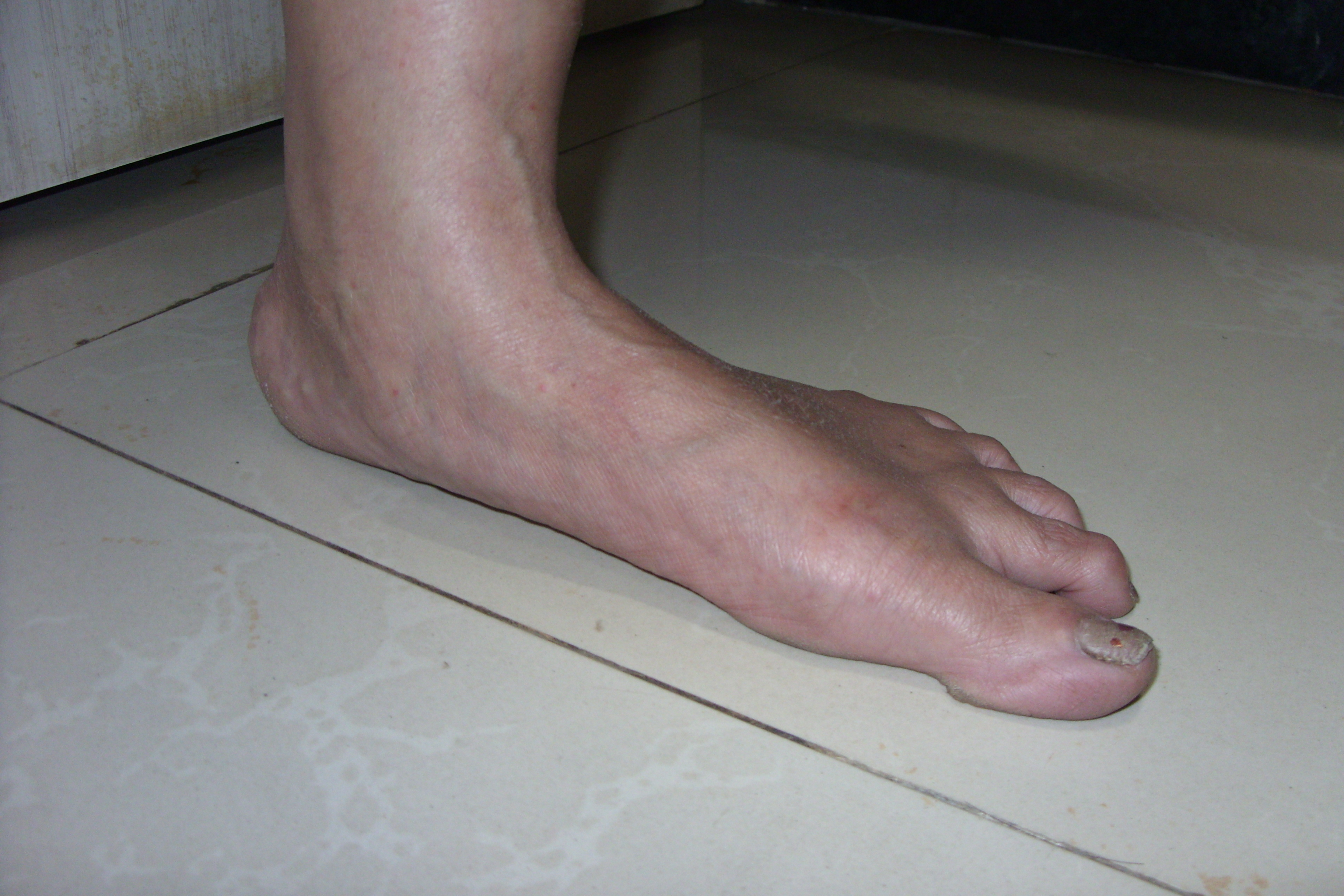
الرِجل المسطّحة في أنثى تبلغ من العمر 55 عامًا مع الكاحل والركبة والتهاب المفاصل.

الأقدام المسطّحة من الممكن أن تتطوّر للشخص البالغ بسبب الإصابة، والمرض، والضغط والإجهاد غير المعتاد أو لفترات طويلة على القدم أو الميكانيكا الحيويّة الخاطئة أو من الممكن أن تكون جزءًا طبيعيًّا من عملية التقدّم بالعمر، هذا المرض شائع بين النساء اللواتي هنّ فوق ال 40 عامًا، ومن عوامل الخطورة المعروفة: السمنة، ضغط الدم، والسكري. و تحدث القدم المسطحة أيضًا للنساء الحوامل نتيجة للتغيّر المؤقّت بالنسبة لزيادة المرونة خلال الحمل. على أيّة حال، إذا كان التطوّر خلال مرحلة البلوغ فإنّ الأقدام المنبسطة ستبقى كذلك بشكل دائم.
إذا ظهرت القدم المسطّحة لشابٍّ يافع أو بالغ عند الوقوف تحت تأثير وزنه كاملًا بشكل موضعيّ، ولكن يظهر القوس عندما يقوم هذا الشخص بالثنيّ الأخمصيّ أو عندما يقوم بدفع أصابع قدمه للخلف بالنسبة لباقي القدم عندما تكون على الأرض، تُسمّى هذه الحالة القدم المسطّحة المرنة، وهذا ليس انهيارًا حقيقيًا طالما أنّ القوس الطولي الأوسط ما زال يعمل وآليّة الرفع ما زالت تعمل: هذا المظهر في الحقيقة هو بسبب انبطاح مفرط للقدم(الضمّ للداخل)، وعلى الرغم من أنّ مصطلح (القدم المسطّحة) ما زال يُطبّق كمصطلح عامّ إلى حدٍّ ما تعدّ التمرينات العضليّة للأقدام مفيدة وغالبًا ينتج عنها زيادة في ارتفاع القوس بغضّ النظر عن العمر.

### الفسيولوجيا المرضيّة
أظهرت الأبحاث من خلال عيِّنات لأوتار من أشخاص عانوا من الأقدام المسطّحة المُكتسبة دليل على زيادة الأنزيمات المحلّلة للبروتينات، هذه الأنزيمات تحطّم بناء الأوتار في القدم وتسبّب هبوطًا في قوس القدم، وفي المستقبل من الممكن لهذه الأنزيمات أن تكون الهدف للأدوية.

### التشخيص
العديد من الأطباء يمكنهم تشخيص القدم المسطّحة من خلال اختبار المريض وهو واقف أو من خلال النظر فقط بالصعود إلى ذروة أصبع القدم، ويمكن أن يتصحّح التشوّه إذا كان هناك مرونة بالقدم المنبسطة للأطفال مع مرونة في الأربطة، ومثل هذا التصحيح لا يُرى في البالغين ذوي القدم المسطّحة الصلبة.
هناك تشخيص تقليديّ وسهل يتمّ بالمنزل وهو اختبار «دعسة القدم الرطبة»، إذ يتمّ تطبيقه من خلال ترطيب القدم بالماء والوقوف على سطح أملس، مثل ورق كرتون خفيف أو خرسانة ناعمة (تترك بصمه للقدم)، وكلّما كانت البصمة مسطّحة كانت الحالة أشدّ، وتُعرَف باسم القدم المسطّحة الملتويّة، و قد يبرز الحدّ الداخلي من بصمة القدم للخارج، وفي الحالة الطبيعيّة من المفروض أنّ هذا الجزء من باطن أخمص القدم لا يكون على تلامس مباشر بالأرض أبدًا بحيث يكون هناك فراغ يعُزى لارتفاع القوس عن الأرض.

### العلاج
الأقدام المنبسطة ذات المرونة العالية تكون عديمة الأعراض، ولا تُسبّب الألم، وفي هذه الحالات، لا يوجد داعٍ للقلق و قد تُعتبَر الحالة عاديّة بالنسبة للتنوّع البشريّ، القدم المسطّحة سابقا كانت سببًا صحيًّا فيزيائيًّا لرفض الشخص في العسكريّة. مع ذلك، ثلاث دراسات عسكرية قامت على بالغين لم تظهر عليهم الأعراض، أشارت إلى أنّ الأفراد الذين لا تظهر عليهم أعراض القدم المسطّحة يعانون أقلّ من الضغط على القدم بالنسبة للأشخاص ذوي الاختلافات بدرجات القوس، والقدم المسطّحة عديمة الأعراض لم تعد عاملًا مُسقِطًا للصلاحيات بالالتحاق بالعسكريّة في الولايات المتحدة. 
وفي دراسة أُجريت لتحليل استعداد وتنشيط العضلة الضنبوبيّة الخلفيّة عند البالغين ذوي القدم المسطّحة لوحظ أنّ أربطة هذه العضلة قد تكون عاطلة عن العمل وتؤدّي إلى أعراض العجز وعدم القدرة على تحمّل الوزن تكون مرافقة لتشوّه القدم المسطّحة المُكتَسب، وقد تضمنت الدراسة أنّه أثناء تعرّي القدمين يحفّز الأشخاص عضلاتٍ إضافيّةً تتعلّق بأسفل الساقّ لإكمال التمرين الذي يرفض حركة تقريب القدم من المحور السهميّ. ومع ذلك، إذا مارس الشخص نفسه التمرين بينما هو يرتدي المقوّمات والأحذية تكون العضلة الظنبويّة الخلفيّة محفزّة انتقائيًا، ومثل هذه الاكتشافات تقترح أنّ استخدام الأحذية مع تجهيزات مناسبة كالتقويمات الداعمة للقوس تقوّي التنشيط الانتقائيّ للعضلة الظنبويّة الخلفيةّ وهكذا تعمل كدواء كافٍ لحالات القدم المسطّحة ذات الأعراض غير الموصوفة.
القدم المسطّحة المتصلّبة هي حالة تحدث عندما يكون باطن القدم مسطّح بشكل صلب حتى وإنْ كان الشخص واقفًا، وعادة تدلّ على مشكلة خطيرة في عظام القدم المتأثرة. ويمكن أن تسبّب الألم في ربع الحالات المصابة، وحالات أخرى متعلقة بالقدم المسطّحة مثل الأشكال المختلفة من الائتلاف الرضغيّ(التحام عظمتين أو أكثر في وسط القدم أو مؤخرتها بشكل غير طبيعيّ)، أو العظمة الزورقيّة الزائدة(عظمة زائدة في الجزء الداخليّ من القدم) يجب علاجها فورًا، وعادةً في مراحل المراهقة المبكّرة جدًا قبل أن تثبت عظمة الطفل حين يصبح بالغًا كلّ من الائتلاف الرضغيّ والعظمة الزورقية الزائدة يمكن تشخيصها بالأشعة السينيّة. التهاب المفاصل الروماتويدي يمكنه تحطيم الأوتار في القدم(أو في كلا القدمين) والذي بدوره يمكن أن يسبّب هذه الحالة، وعدم علاجه يمكن أن يسبّب تشوّهًا وظهورًا مبكرًا لالتهاب العظام في المفصل و هذه الحالة يمكنها أن تسبّب الآلام الشديدة وبشكل ملحوظ تقلّل القدرة على المشي، حتى مع الجبيرة، و عادةً ما يُنصَح بلحم المفصل. وعلاج القدم المسطحة قد يكون مناسبًا أيضًا إن كان هناك آلام في القدم أو الساق، أو إذا كانت الحالة تؤثّر على الرُكب أو أسفل الظهر.
و قد يتضمن العلاج استخدام مقوّمات مثل داعمات للقوس، رياضة بدنيّة للقدم أو تمارين أخرى كما هو موصى به من قِبَلِ أخصائي الأطراف أو معالج طبيعيّ، وفي الحالات الشديدة المقوّمات يجب أن تُستخدَم تدريجيًّا حتى تقلّل الشعور بعدم الراحة.
وخلال أسابيع عديدة قليل من الموادّ أُضيفَت إلى المقوّمات لرفع القوس وهذا التغير الصغير سمح بضبط أركيبة القدم تدريجيًا وإعطاء المريض وقتًا حتى يتأقلم على الإحساس الناجم عن ارتداء المقوّمات، فعندما يُوصى بالمقوّمات يتمّ استخدامها تدريجيًا لراحة المريض. وفي بعض الحالات، العمليات الجراحيّة تقدّم علاجًا دائمًا وأيضًا يمكنها أن تصنع قوس لم يكن من قبل ويجب أخذها بالاعتبار كحلٍّ أخير؛ لأنّها مكلفة وتحتاج إلى وقت كبير.

## الحضارة السائدة
عادةً ما يُعتبر بالنسبة إلى المحترفين (بداية تتضّمن بعض المدربين الفيزيائيين، أخصائي الأقدام، وصانع الأحذية) الشخص الذي لديه قدم مسطحة يتعمّد إلى زيادة انبطاح مظهر مشيتهم. مع ذلك، أكدّ البعض أنّ الأشخاص ذوي الأقدام المسطحة قد يكون عندهم انبطاح أقلّ، وقد تكون مشيتهم معتدلة.
مع الأحذية القياسيّة للركض، يعتقد الخبراء أن ّالأشخاص الذين تكون مشيتهم منبطحة يكونون أكثر عرضةً لجبائر حرف الظنبوب، ومشاكل في الظهر، والتهاب في أوتار الركبة.
المشي بأحذية مع دواعم أكثر أو استخدام حشوة للقدم، قد يساعد على تصحيح مشية الشخص عن طريق تقليل الانبطاح وقد تقلّل مخاطر الأذى.

## دراسات عسكرية
الدراسات التي حلّلت العلاقة بين القدم المسطّحة والإصابات الفيزيائيّة عند الجنود كانت غير حاسمة، ولكن لايوجد مَنْ اقترح أنّ القدم المسطّحة تعتبر من المعوّقات، على الأقل إنّ الجنود الذين وصلوا سنّ العسكرية عليهم أن يلتحقوا بالخدمة العسكريّة دون الأولويّة بالنظر إلى مشاكل القدم، وبديلًا عن ذلك، بهذا الحجم السكانيّ هناك اقتراح بزيادة الإصابات بالقدم محدّبة القوس.
ثمّة دراسة أُجريَت سنة 2005 لقوّات السلاح الجويّ الأستراليّة عزّزت التجاوز في التجنيد في المنهاج الأساسيّ في التدريب وقد وجدت بأنّه لا القدم المسطّحة ولا القدم ذات القوس المحدّب لهما أثر على العمليّة الفيزيائيّة أو معدلات الإصابة أو صحّة القدم و كان هناك ميل للأشخاص ذوي القدم المسطّحة للإصابات.
دراسة أخرى ل449 من المتدربين في البحريّة الحربيّة الأمريكية وجدوا فيها أنّه لا يوجد فرقٌ واضحٌ ومميّزٌ في حدوث كسور الإجهاد بين البحّارة والمارينز ذوي الارتفاعات المختلفة للقوس.